# Jacob Herman Klein
Jacob Herman Klein (getauft 14. Oktober 1688 in Amsterdam; begraben 6. März 1748 in Amsterdam), auch Jacob Klein der Jüngere genannt, war ein niederländischer Komponist.

## Leben
Jacob Herman Klein wurde als ältester Sohn von Jacob Klein und Johanna van Geleijn geboren. Sein Vater war lange Jahre Tanzmeister am Theater in Amsterdam. 
Jacob, de Jonge (= der Jüngere), wie er zur Unterscheidung von seinem Vater genannt wurde, heiratete im März 1710 Susanna Spieringh. Das Ehepaar hatte eine Tochter Geertruij. Jacob starb 1748 und wurde am 8. März in der Oude Kerk in Amsterdam beerdigt.
Auch Jacob Klein, der Jüngere, war zwei Jahre lang zweiter Tanzmeister. Sein eigentlicher Beruf scheint aber eher der eines Kaufmanns gewesen zu sein. So gründete er zusammen mit seinem Schwiegervater Willem Spieringh eine Firma für Gummihandel. Daher bezeichnete er sich selbst als „Amatore della Musica“. In seiner Verwandtschaft sind mehrere Musiker bekannt: Eine Schwester seines Vaters war mit Philippus Hacquart, einem Gambenspieler, verheiratet. Dessen Bruder war Carolus Hacquart, ein bekannter Komponist.
Daher kann man annehmen, dass er eine gute musikalische Ausbildung erhalten hat. 
Er eignete sich auf jeden Fall im Laufe der Zeit eine hervorragende Cellotechnik an, da er seine Sonaten op. 4 selbst zusammen mit dem Widmungsträger, Joachim Rendorp, gespielt hat.

## Werk und Bedeutung
Jacob Klein der Jüngere ist der erste niederländische Komponist, der für das Violoncello komponierte.
Überliefert sind von ihm eine Reihe von Cellosonaten, die er in Gruppen von je sechs veröffentlicht hat. 
Die in op. 4 veröffentlichten Sonaten sind eine Besonderheit. Sie sind technisch herausfordernd und innovativ. Dies wissen wir, weil er äußerst umfangreiche Fingersatzbezeichnungen und Spielanweisungen verwendet. Frank Wakelkamp, der die Sonaten neu herausgegeben hat, schreibt, dass diese vom Umfang her „ohne ihresgleichen in der Barockmusik für alle Instrumente der Geigenfamilie“ sind. Dabei verwendet Klein nicht eine auf einem Tabulatursystem aufbauende Schreibweise, wie das in der Celloliteratur bis dahin eher üblich war, weil es von der Gambe her bekannt war. Er selbst schreibt:

„Für Amateure hat man über einzelne Noten die Nummer 1. 2. 3. 4. gesetzt um den ersten, zweiten, dritten und vierten Finger anzudeuten, und für den Daumen eine 0, um die Bewegung der Hand zu beschreiben, und unter die obengenannten Nummer  ,, und e Saite.“

Die Verwendung dieser Bezeichnungen und der extreme technische Fortschritt Kleins im Vergleich zu früheren Sonaten könnten gut damit zusammenhängen, dass er eng mit Pietro Locatelli zusammengearbeitet hat. Dieser war 1729 nach Amsterdam gekommen, erteilte Dilettanten Geigenunterricht und gab Konzerte für Amateure.
Die ausführlichen Angaben machen deutlich:
- Klein verwendet Fingersätze, die mit heutiger Technik nicht wirklich spielbar sind. Es ergeben sich nämlich Streckungen in der linken Hand, die sehr leicht zu Verletzungen führen. Es ist im Augenblick nicht klar, welchen Hintergrund dies hat.
- Er benutzt den Daumenaufsatz, eine in der damaligen Zeit noch relativ neue Technik, auf allen vier Saiten. In dieser Lage verwendet er – anders als heute meist üblich – auch den kleinen Finger der linken Hand.
- Er verwendet in den häufig vorkommenden Doppelgriffen meist schon die moderne Art des Fingersatzes, der auf Halbtonschritten für den Fingerabstand beruht. Man muss also davon ausgehen, dass seine Technik variabler war, als die damaligen Celloschulen vermuten lassen.
- Er verwendet Lagenwechsel und sogar Glissandi oder Portamenti unter einem Legatobogen, selbst an Stellen, wo dies durch einen anderen Fingersatz zu umgehen wäre. Dies ist als Korrektur unserer überkommenen Vorstellungen besonders interessant. Die vorherrschende Meinung ist ja, dass Lagenwechsel unter einem Bindebogen in der Barockzeit vermieden wurden.

## Werke
- op. 1: 18 Sonaten (1716)

Nr. 1–6 für Oboe und B. c., nicht überliefert
Nr. 7–12 für Violine und B. c., nicht überliefert
Nr. 13–18 für Violoncello und B. c. (Ausgabe mit Faksimile von F. Wakelkamp)
- op. 2: 6 Duette für 2 Violoncelli (1719) (moderne Ausgabe von G. Darmstadt)
- op. 3: 6 Sonaten für Violoncello und B. c. (1740) (Ausgabe von F. Wakelkamp)
- op. 4: 6 Sonaten für Violoncello und B. c. (1746) (Ausgabe mit Faksimile von F. Wakelkamp)